# Claire Littleton
 (octobre 2024).
- Si vous ne connaissez pas le sujet, laissez ce bandeau (vous pouvez alors contacter les auteurs).
- Si vous supprimez le contenu mis en cause (vous pouvez préalablement contacter les auteurs),

argumentez précisément cette suppression dans la page de discussion
(un manque de référence n'est pas un argument ; une recherche réelle de référence doit avoir été effectuée, être formellement documentée).
Claire Littleton est un personnage fictif du feuilleton télévisé Lost : Les Disparus, interprété par l'actrice Emilie de Ravin. 
Le personnage de Claire est introduit dans l'épisode pilote du feuilleton comme une survivante enceinte du crash Oceanic 815. Son rôle est principal jusqu'à la fin de la quatrième saison où elle disparaît mystérieusement. Claire est de retour en tant que personnage principal dans la sixième saison.

## Biographie fictive

### Avant le crash
Claire est élevée à Sydney par sa mère, Carole, qui lui dit que son père est mort. Quand elle est adolescente, elle et sa mère ont un accident de voiture plongeant Carole dans le coma. Christian Shephard paye alors pour les soins médicaux de Carole et se révèle être le père de Claire. 
Quelques années plus tard, Claire tombe enceinte de son petit-ami Thomas. Il la convainc de garder le bébé mais la quitte par la suite et Claire souhaite faire adopter son enfant. Elle rend ensuite visite à un voyant, Richard Malkin, qui insiste pour qu'elle élève l'enfant elle-même car « un danger entoure ce bébé ». Claire dit alors qu'elle s'apprête à le confier à un couple australien avant de perdre son sang-froid. Malkin rend plus tard visite à Claire et lui parle d'un couple vivant à Los Angeles qui est intéressé pour adopter son bébé. Il donne ainsi à Claire un billet pour le vol Oceanic 815. Quelques semaines plus tard, Claire est convaincue que Malkin savait pour l'accident d'avion de façon à la laisser sans autre choix que de garder l'enfant avec elle.

### Après le crash
Après le crash, Claire est en état de choc et est aidée par Jack et Hurley. Lorsque Jack découvre des grottes, les survivants se séparent en deux groupes et Claire est l'une de ceux qui choisissent de rester sur la plage. Par la suite, Claire se lie d'amitié avec Charlie qui la convainc d'aller aux grottes. Claire fait des cauchemars où elle est attaquée par quelqu'un qui veut son bébé mais le rêve semble si réel qu'elle croit que l'évènement s'est vraiment produit. Après une conversation animée avec Jack qui est convaincu qu'elle hallucine, Claire quitte les souterrains. Charlie la suit, et ils sont tous les deux enlevés par Ethan. Charlie est sauvé, mais Claire reste disparue pendant deux semaines. Elle est emmenée à une station du Projet Dharma où elle est droguée et où Ethan lui donne régulièrement des doses d'un vaccin ainsi qu'un implant qui, lorsqu'il sera activé, va produire des symptômes d'une maladie spécifique. Elle est cependant sauvée par Alex puis par Danielle Rousseau. Claire est ensuite découverte par Locke et Boone mais elle souffre d'amnésie. Peu après son retour, Claire accepte d'être l'appât pour capturer Ethan dans une opération qui conduit à la mort d'Ethan. Plus tard, Claire accouche de son bébé grâce à l'aide de Kate qu'elle prénomme par la suite Aaron.
Plus tard, Claire souffre toujours d'amnésie. Elle est agacée par les tentatives de Charlie de jouer un rôle presque paternel vis-à-vis d'Aaron. Elle se confie à Locke et évoque la présence d'une statue de la Vierge Marie dans les affaires de Charlie. Plus tard, M. Eko lui révèle que la statue provient d'un Beechcraft et contient de l'héroïne. Se rappelant les problèmes de drogue qu'a rencontrés Charlie, elle lui interdit de s'approcher d'elle ou d'Aaron. Quand en pleine nuit, Charlie vole Aaron pour le baptiser, Claire le gifle et demande ultérieurement à Eko de les baptiser elle et son fils. Plus tard, Aaron tombe malade, ce qui incite Claire à demander de l'aide à Libby pour débloquer ses souvenirs refoulés afin de trouver un remède. Claire a alors des bribes de souvenirs et se rend avec Kate et Rousseau à la station médicale mais elle est abandonnée. À son retour, Aaron va mieux. Charlie donne tout de même des vaccins trouvés dans le bunker à Claire pour elle et Aaron, ce qu'elle accepte. Pendant l'enterrement d'Ana Lucia et de Libby, Claire serre la main de Charlie et l'embrasse plus tard.
Desmond demande par la suite à Claire et Charlie s'il peut réparer le toit de leur abri. Charlie refuse et évite de justesse la foudre grâce à un paratonnerre construit par Desmond. Quelques jours plus tard, Desmond sauve de nouveau Claire de la noyade après qu'elle a été emportée par le courant. Plus tard, Claire voit un troupeau de mouettes survolant l'île et estime que si elle peut en attraper une, elle pourra envoyer un message de détresse au monde extérieur. Elle demande à Sun et Jin de l'aider à attraper un oiseau, mais Desmond effraie les mouettes par un coup de feu. En colère contre lui, elle suit Desmond jusqu'à une crique rocheuse où il lui donne un oiseau qu'il a attrapé et l'informe de ses visions sur la mort de Charlie. Claire réconforte Charlie et ils attachent un message à l'oiseau avant de le relâcher. Plus tard, Claire tombe gravement malade en raison de l'implant activé que Ethan lui a mis lors de son enlèvement et Juliet la guérit afin de gagner la confiance des survivants. Lorsque les « Autres » s'apprêtent à attaquer le camp, Claire se rend à la tour radio avec la plupart des survivants. 
Après que Jack a pris contact avec le cargo, Claire et les autres survivants apprennent la mort de Charlie et son dernier message visant à les prévenir que les membres du cargo ne sont pas ce qu'ils prétendent être. À la suite de cela, Claire décide de se joindre à Locke et d'autres survivants pour se rendre aux baraquements où ils pensent être en sécurité. Cependant, les mercenaires les attaquent et font notamment exploser la maison de Claire dans laquelle elle se trouvait. Elle est alors sauvée par Sawyer et après la fuite des mercenaires, elle se dirige vers la plage avec Sawyer et Miles. Une nuit, durant leur voyage, Claire se réveille et part retrouver son père, Christian Shephard, laissant Aaron sous un arbre. Plus tard, lorsque Locke entre dans la cabane de Jacob, il retrouve Claire assise derrière Christian qui affirme qu'elle est très bien où elle est mais que cela doit rester secret. 
Aaron est par la suite confié à Kate et parviennent à quitter l'île. Trois ans plus tard, Kate révèle à la mère de Claire qu'Aaron est son petit-fils et qu'elle retourne sur l'île dans le but de ramener Claire.
Après le retour des « six de l'Oceanic » sur l'île, Dogen, un des « Autres », annonce à Jack dans le temple que sa sœur est, tout comme Sayid, « infectée » et que « les ténèbres ont grandi en elle ». Peu après, Jin est attaqué par deux hommes du temple et il est sauvé par Claire qui les tue. Elle révèle à Jin qu'elle a été à la recherche d'Aaron, mais croit que les personnes du temple lui ont pris. Claire raconte également qu'elle s'est fait un ami sur l'île, le faux « John Locke ». L'homme en noir envoie Claire au temple afin de demander à Dogen de sortir pour parler avec lui. Cependant, Dogen refuse de sortir, sachant que l'homme en noir le tuerait et ordonne aux autres de garder Claire en captivité. Quand Kate retourne au temple, elle retrouve Claire dans une fosse et lui apprend qu'elle a élevé Aaron, à la suite de quoi Claire lui jeta un regard très en colère. Elle prévient ensuite Kate que l'homme en noir viendra bientôt et lors de l'attaque du monstre sur le temple, Claire conseille à Kate qu'il serait plus prudent de rester dans la fosse, ce qui a apparemment sauvé Kate. Après l'attaque, Claire et Kate sortent de la fosse et rejoignent l'homme en noir et son nouveau groupe composé d'« Autres » avant de s'éloigner dans la jungle. Plus tard, alors que le groupe de l'homme en noir poursuit son voyage, Claire attaque Kate avec un couteau avec l'intention de la tuer. L'homme en noir intervient en tirant Claire hors de Kate. Après une discussion avec l'homme en noir, elle présente ses excuses à Kate et la remercie pour avoir sauvé Aaron. Par la suite, Claire suit Jack, Sawyer, Kate, Hurley, Sun et Frank lorsqu'ils se rendent sur l'île de l'Hydre et se laisse convaincre par Kate de les suivre. Ils sont cependant emprisonnés par Widmore dans les cages de la station puis libérés par l'homme en noir. Ce dernier propose de prendre le sous-marin pour quitter l'île mais Jack, Sawyer, Kate, Hurley, Sun, Jin et Frank partent sans lui, ni Claire. L'homme en noir avait cependant prédit cette trahison en plaçant de la dynamite dans le sac de Jack, entrainant la destruction du sous-marin. Claire se méfie alors de l'homme en noir et lorsqu'elle retrouve Richard, Miles et Frank, elle pense qu'ils ont été envoyés pour la tuer. Ils lui proposent de les suivre jusqu'à l'avion mais elle refuse. Toutefois, lorsque Kate et Sawyer arrivent sur l'île de l'Hydre, Kate réussit à convaincre Claire que son souci de ne pas être une bonne mère pour Aaron est normal, et les trois prennent l'avion avec Richard, Frank et Miles et parviennent à quitter l'île.

### Réalité alternative
Dans la réalité alternative, Kate prend en otage Claire et un chauffeur de taxi pour tenter d'échapper à Edward Mars. Après la fuite du chauffeur, Kate conduit le véhicule et oblige Claire à sortir. Elle retourne cependant chercher Claire lorsqu'elle découvre des affaires pour bébé dans sa valise et la conduit jusqu'à la maison du couple devant adopter son bébé. Lorsque Claire découvre que le couple est séparé et qu'il n'adoptera pas le bébé, elle a des contractions et Kate l'emmène à l'hôpital. Le docteur Ethan Goodspeed la rassure alors sur l'état de santé de son fils Aaron.
Plus tard, Jack Shephard et sa mère apprennent l'existence de Claire quand ils trouvent son nom sur le testament de Christian Shephard. Grâce à Desmond, Claire et Jack se rencontrent et Jack lui propose de rester avec lui et son fils David, car ils sont de la même famille.
Claire, accompagnée de David, assiste au concert de Charlie et de Daniel. Cependant, Claire a des contractions et donne naissance à son fils dans les coulisses, aidée par Kate, tout comme sur l'île. Claire se rappelle alors de sa vie sur l'île ainsi que Kate. Après cela, Charlie se souvient également de leur vie sur l'île quand il apporte une serviette à Claire. Tous les deux sont vus ensemble dans l'église où les autres survivants sont également réunis.